# 平和の宗教

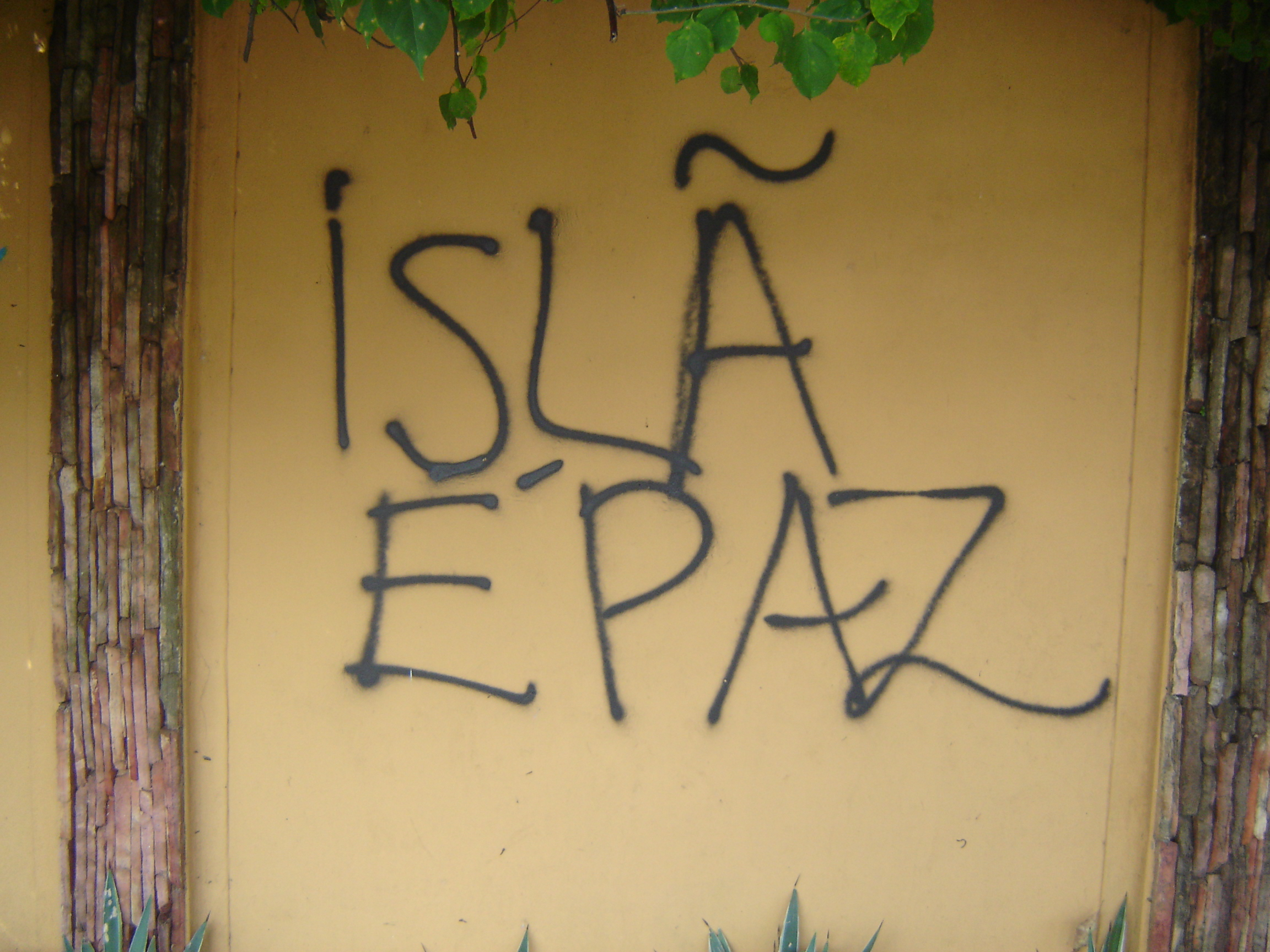
ポルトガル語で「イスラムは平和」と書かれたブラジルの落書き

平和の宗教 (Religion of Peace) とは、イスラム教を説明するため政治的に造り出された造語である。
アメリカ同時多発テロ事件以降、イスラーム過激派とイスラム教、非暴力的なムスリムとを区別しようと試み、一部の政治家はイスラム教を「平和の宗教」と表現するようになった。その後、反イスラーム主義者もこの言葉を採用し、イスラム教を批判的するための同義語として「平和の宗教」という言葉を皮肉的に用いている。

## 語史
アラビア語の「イスラーム」 (Islam, إسلام) は「投降する」「身を任せる」を意味するaslamaの派生形である。アラビア語のsalaam （سلام、平和） は「イスラーム」「ムスリム」と同じ三子音語根 (s-l-m) を持つ。このため、イスラームという語も平和の意味を持つという誤解が広く行われることとなった。
イスラム教における平和主義といえば、主にアフマディーヤ、アレヴィー派、ムーリッド派各派が連想されるが、主流のイスラム法では、暴力の使用に関して詳細な規制が明文化されており、それには家庭内暴力の使用、体刑や死刑の執行、そして戦争を行う方法やタイミングについての規定も含まれる。
反イスラム主義者の中には、アメリカ同時多発テロ事件の隠された原因及び動機はイスラムの教義と信条であったとし、イスラム教は本質的に暴力的だと主張する論者がいる。しかしながら、多くの著名なムスリムは、一般市民へのテロはイスラム教義の誤解が動機であると主張する。マレーシア元首相マハティール・ビン・モハマドはこう述べる。
| 「 | 明らかに、イスラムという宗教はテロの原因ではない。イスラム教は、先に述べた通り平和の宗教である。しかし、何世紀もの期間を経て、イスラム真の教えからの逸脱が生じている。だから、イスラム教が特に無辜の殺人を禁じていながらムスリムは殺人を犯すのだ。 | 」 |

ジョージ・W・ブッシュ大統領はこの後者の考え方を採用し、「イスラムとは平和だ」と述べた。
| 「 | 英語に翻訳するとアラビア語原文ほどよく伝わらないが、コーランそのものから引用させて欲しい。「所詮悪行の徒の最後は悪い。それはかれらがアッラーの印を虚偽であるとし、それを愚弄していたためである。」テロという外面はイスラムの真の信条ではない。それはイスラムの本質ではないのだ。イスラムとは平和だ。彼らテロリストは平和を体現していない。悪と戦争とを体現しているのである。 | 」 |

この発言は一部の筋の批判を呼び、2002年に行われた福音派プロテスタント指導者に対する世論調査では、イスラムは平和と同義とするブッシュの意見に賛成したのはたった1割だった。
暴力の拒絶を強調することに努めるムスリムも、イスラム教の説明として「平和の宗教」という言葉を使用している。例えば、パリ・モスクのムフティーダリル・ブバクーは、「預言者はテロの宗教ではなく、平和の宗教を打ち立てられたのだ。」と発言した。ロンドン同時爆破事件後、欧米在住の一部のムスリムは、イスラム教は平和的な宗教だと表現することに更なる心血を注いだ。

### 論争

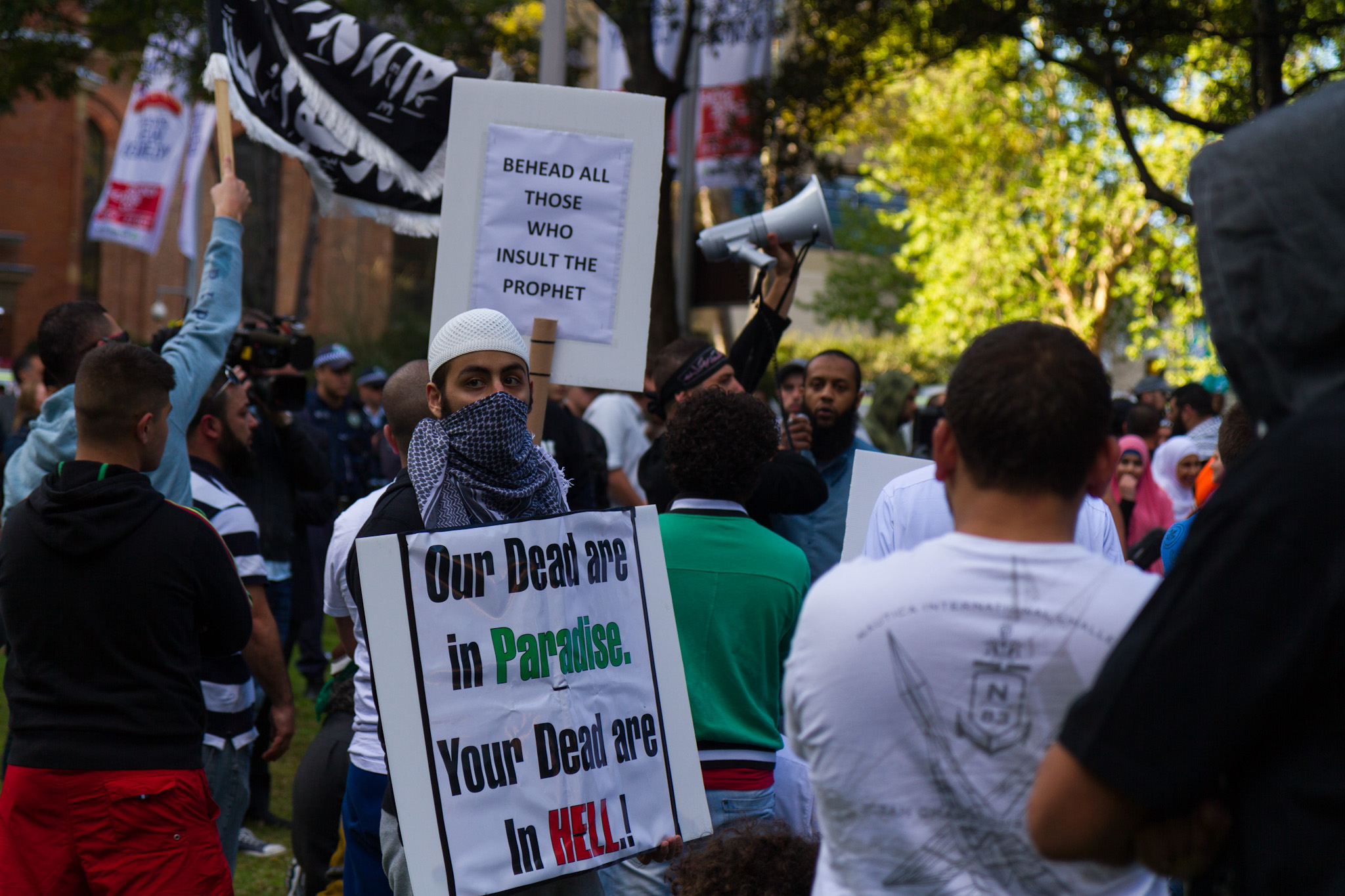
イスラム教徒のデモ参加者：
"BEHEAD ALL THOSE WHO INSULT THE PROPHET"
"Our Dead are in Paradise. Your Dead are in HELL!"

イスラム教が「平和の宗教」と表現されることについては、大規模な論争が発生した。神経科学者で新無神論者の作家サム・ハリスは力説する。「これら多くの挑発に直面するムスリム社会の立場はこのようなものに見える。『イスラム教は平和の宗教だ、違うと言うなら殺す。』」
シャーマン・ジャクソンは、欧米の政治家がイスラム教を「平和の宗教」だと発言するのは「ポリティカル・コレクトネス」を意図しているのだろうとした上で、こう断言する。
| 「 | 「平和の宗教」というのは、イスラム教は平和主義の宗教、すなわち暴力の使用を道徳的悪または形而上学的悪として完全に拒否するものだという意味ではない。「平和の宗教」という言葉はむしろ、非ムスリム国民、民族と永く平和的に共存する状態もなんとか容認できるという意味である。この立場は、中世や近代の法学者、活動家が誰も異を唱えてこなかったイスラム法学の原理を客観的に適用した結果に過ぎないと言いたい。 | 」 |

この用語は、サイイド・クトゥブ等イスラム主義者やハサン・ブット等元イスラム主義者からも批判されている。
| 「 | 9.11と7.7はムスリムテロリストの仕業だったとムスリムが認めた時、初めて次の法学へと前進することができる。これは、イスラム教では暴力の使用が現に認められているという厳しい現実を認めることである。これを否定し、代わりにいかにイスラム教が平和の宗教に他ならないかと安易な決まり文句を口にすることを好むムスリムのおかげで、非信徒殺害を命じる紙面上のコーランの諸節を指し示すことのできる過激派が益々楽に活動できるようになっているのだ。 | 」 |

つまり、教徒がテロ行為を公然と弾劾しなければ、それは平和の宗教ではあり得ないというのである。
「平和の宗教」という言葉は、アン・コールター等反イスラーム主義者も皮肉的に用いている。これは、反イスラムのウェブサイトやブログでも見られる。
ローマ教皇ベネディクト16世は、イスラム教が平和の宗教であることには同意しなかったが、こう述べた。
| 「 | 確かに平和を好みそうな要素もあるが、他の要素もある。我々は常に最良の要素を追求しなければならない。 | 」 |

ISILのアブバクル・バグダディの「イスラムは平和の宗教であったことは一度もない」という主張が、2015年5月14日にネットに公開された。

## 関連書籍
- Religion of Peace?: Islam's War Against the World by Gregory M. Davis ( ISBN 0-9778984-4-X )
- Islam: Religion of Peace and Justice by Muhammad Nawaz ( ISBN 1-4107-6786-8 )
- Religion of Peace?: Why Christianity Is and Islam Isn't by Robert Spencer ( ISBN 1-59698-515-1 )